# Venturia spectabilis
Venturia spectabilis är en stekelart som beskrevs av David B. Wahl 1987. Venturia spectabilis ingår i släktet Venturia och familjen brokparasitsteklar. Inga underarter finns listade i Catalogue of Life.